# Difluorazijnzuur
Difluorazijnzuur is een chemische verbinding met de formule {\displaystyle {\ce {C2H2F2O2}}}, of met meer nadruk op de structuur van de verbinding: {\displaystyle {\ce {CHF2COOH}}}. Het is een dihalocarbonzuur, meer specifiek: een analogon van azijnzuur waarin twee van de drie aan koolstof gebonden waterstof-atomen vervangen zijn door fluor. In waterige oplossingen lost het op onder vorming van waterstof- en difluoracetaat-ionen:
{\displaystyle {\ce {CHF2COOH\ _{\longrightarrow }^{\longleftarrow }\ H^{+}\ +\ CHF2COO^{-}}}}
Hoewel in de literatuur (mei 2023) geen gegevens gevonden werden voor de pKz van deze verbinding, moet de waarde op grond van het verloop van deze waarden binnen de groep mono/di/tri-halogeenazijnzuren ongeveer 1,25 zijn. De pKz ligt daarmee in het zelfde bereik als die van {\displaystyle {\ce {HP(O)(OH)2}}} of fosfonzuur (1,80) en {\displaystyle {\ce {HIO3}}} of joodzuur (0,75).
Difluorazijnzuur kan toegepast worden om een directe substitutie uit te voeren waarbij een {\displaystyle {\ce {C-H}}}-groep omgezet wordt in een {\displaystyle {\ce {C-CHF2}}}-groep.